# Гюбінген
Гюбінген (нім. Hübingen) — громада в Німеччині, розташована в землі Рейнланд-Пфальц. Входить до складу району Вестервальд. Складова частина об'єднання громад Монтабаур.
Площа — 3,56 км2. Населення становить 518 ос. (станом на 31 грудня 2020).